# گزینش کمیابی

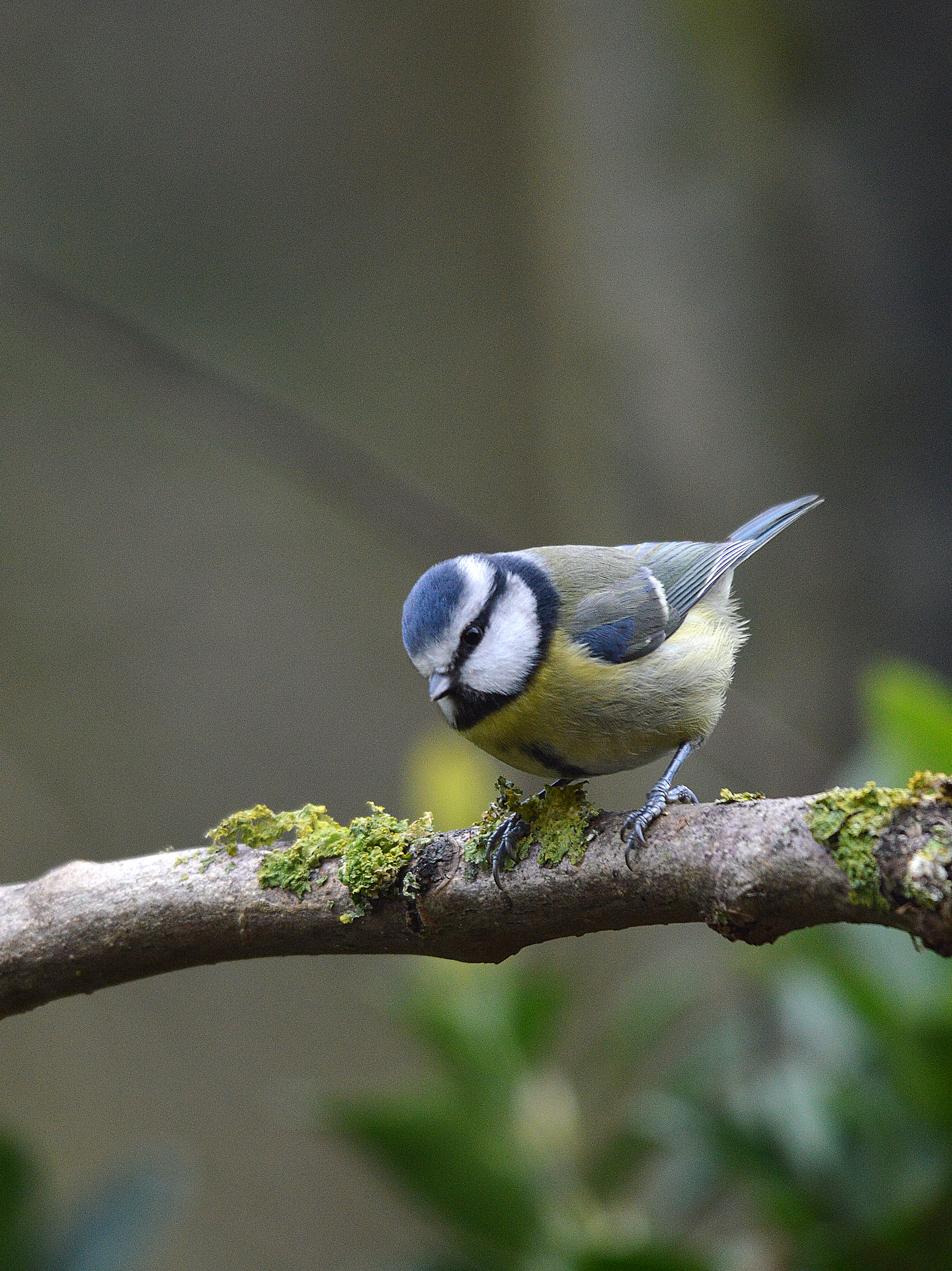
چرخ‌ریسک سرآبی با کاربرد شناسایی طعمه، طعمه‌های حشرات را جستجو می‌کند و انواع کمیاب‌تر طعمه را دست‌نخورده باقی می‌گذارد.

گزینش کمیابی (به انگلیسی: Apostatic selection) شکلی از انتخاب وابسته به فراوانی منفی است. این موضوع زنده‌مانی جانوران طعمه منفرد را توصیف می‌کند (از طریق جهش) که از گونه‌های خود متفاوت هستند، به گونه‌ای که احتمال نادیده گرفتن آنها توسط شکارچیان را افزایش می‌دهد. این موضوع در گونه‌های چندریختی، گونه‌هایی که شکل‌های متفاوتی دارند، عمل می‌کند. در گزینش کمیابی، شکل‌های رایج یک گونه بیشتر از شکل‌های کمیاب‌تر طعمه می‌شوند، که برای شکل‌های نادر در جمعیت سودمند است و به آنها مزیت انتخاب طبیعی می‌دهد. همچنین بحث شده‌است که گزینش کمیابی برای تثبیت چندشکلی طعمه عمل می‌کند.